# Atrébates
Atrébates (em latim: atrebates; singular Atrebas) eram uma tribo belga da Gália e da Britânia antes da conquista romana. Porém, é possível que os atrébates tenham sido nada mais do que uma família de governantes (dinastia), pois não há evidências que suportem uma grande migração da Bélgica para a Britânia.

## Nome
Cognato com o irlandês antigo "aittrebaid", que significa "habitante", "atrébates" veio do proto-celta "*ad-treb-a-t-es", que também significa "habitante". A raiz celta é "treb-" ("edifício", "casa"). É similar ao irlandês antigo "treb" ("edifício", "fazenda"), o galês "tref" ("cidade"), bretão intermediário "treff" ("cidade"), com topônimos em "Tre-" como no provençal "trevar" ("viver numa casa ou vila"), que tem sido ligado à raiz de "thorpe" ("vila") em inglês. Edith Wightman sugeriu que o nome da tribo pode ter sido uma tentativa de diferenciar o povo do interior do que vivia na costa vizinha, os morinos, "povo do mar".

## Atrébates na Gália
Os atrébates gauleses viviam em Artois e nas redondezas, no norte da moderna França. Sua capital, Nemetocena (chamada depois de Nemêtaco), é hoje a cidade de Arras, no Pas-de-Calais. O topônimo "Arras" é resultado de uma evolução fonética de "atrébates" e substituiu o nome original no período tardio do Império Romano segundo uma antiga tradição da Gália. O nome "Artois" é também resultado de uma evolução de "atrébates".
Em 57 a.C., os atrébates participaram de uma aliança militar belga contra as conquistas de Júlio César em outras partes da Gália, contribuindo com 15 000. César recebeu a notícia como uma ameaça e imediatamente marchou contra a aliança, mas os belgas tinham a vantagem posicional e o resultado foi inconclusivo. Quando se percebeu que a batalha não ocorreria, a aliança se desfez depois de fechado o compromisso de que todas as tribos se reuniriam novamente para ajudar qualquer uma delas que fosse atacada por César, que de fato as atacou e conseguiu subjugá-las.
Os atrébates depois se juntaram aos nérvios e viromânduos para atacar César na Batalha do Sábis, mas foram derrotados. Depois de conquistar os atrébates, César nomeou um deles, Cômio (em latim: Commius) como seu rei. Ele se envolveu nas duas expedições de César na Britânia, em 55 e 54 a.C., e negociou a rendição Cassivelauno. Como retribuição por sua lealdade, Cômio também foi nomeado rei dos morinos. Porém, ele posteriormente traiu os romanos e se juntou à revolta de Vercingetórix em 52 a.C. Depois da derrota da nova aliança rebelde na Batalha de Alésia, Cômio enfrentou outras vezes os romanos até finalmente negociar uma trégua com Marco Antônio e fugir para a Britânia com um grupo de seguidores. 
A "Geografia", de Ptolemeu, faz referência aos "atríbatos" (em latim: atribati), que viviam na costa da Gália Bélgica, perto do rio Sequana (Sena) e cita Métaco como uma de suas cidades.

## Atrébates na Britânia
Cômio rapidamente se estabeleceu como rei dos atrébates britânicos, um reino que ele pode ter fundado. Seu território abrangia as localidades modernas de Hampshire, West Sussex e Berkshire, à volta da capital Caleva dos Atrébates (moderna Silchester). Seus vizinhos eram os dubunos e catuvelaunos para o norte, os regnenses para o leste e os belgas para o sul.
O assentamento dos atrébates na Britânia não envolveu uma migração populacional. O arqueólogo Barry Cunliffe argumenta que eles "parecem ter incluído uma série de tribos indígenas, possivelmente com alguns elementos intrusivos belgas, cuja coerência inicial foi dada por Cômio". É possível que o nome "atrébates", assim como muitos nomes tribais da época, seja nada mais que uma referência à casa reinante ou dinastia e não a um grupo étnico; Cômio e seus seguidores, depois de terem chegado na Britânia, podem ter estabelecido uma base de poder e gradualmente foram expandindo sua esfera de influência, criando, para todos os efeitos, um proto-estado. 
Três reis subsequentes dos atrébates britânicos se auto-designaram, em suas moedas, filhos de Cômio: Tincômaro, Épilo e Verica. Tincômaro parece ter governado juntamente com seu pai a partir de 25 a.C. até a morte de Cômio por volta de 20 a.C.. Depois disto, Tincômaro reinou a porção norte do reino a partir de Caleva, enquanto Épilo reinou no sul a partir de Noviômago (Chichester). Evidências numismáticas e outros achados arqueológicos sugerem que Tincomaro adotou uma postura mais pró-romana do que seu pai e John Creighton argumenta, a partir das imagens em suas moedas, que ele teria sido criado como um "obses" (um refém diplomático) entre os romanos na época de Otaviano.
A "Res Gestae", de Augusto, menciona dois reis britânicos se apresentando a ele como suplicantes, provavelmente em 7 d.C. A passagem está danificada, mas um deles é provavelmente Tincômaro (o outro é Dubnovelauno, rei ou dos trinovantes ou dos cancíacos). Aparentemente Tincômaro foi expulso pelo irmão, cujas moedas passaram a ser marcadas com "Rex", indicando que ele pode ter sido reconhecido como tal pelos romanos.
Por volta de 15, Épilo foi sucedido por Verica (por volta da mesma época, um rei chamado Épilo aparece como monarca dos cancíacos em Kent). Mas o reino de Verica estava sendo pressionado pela expansão dos catuvelaunos liderados por Cunobelino. Caleva foi conquistada pelo irmão dele, Epático, por volta de 25. Verica reconquistou alguns territórios depois da morte de Epático por volta de 35, mas o filho de Cunobelino, Carataco, assumiu a campanha militar no início da década de 40 e os atrébates foram conquistados. Verica fugiu para Roma e deu ao imperador Cláudio o pretexto que ele precisava para iniciar a conquista romana da Britânia.
Depois da conquista, parte das terras dos atrébates foram reunidas no reino pró-romano dos regnenses, liderados por Tibério Cláudio Cogidubno, que pode ter sido filho de Verica. O território tribal foi depois organizado nas cividades (distritos administrativos de uma província romana) dos atrébates, regnenses e, possivelmente, os belgas.

## Lista de reis dos atrébates
- Cômio, 57–c. 20 a.C.
- Tincômaro, c. 20 a.C.–7 d.C., filho de Cômio
- Épilo, 8–15, irmão de Tincômaro
- Verica, 15–40, irmão de Épilo